# 小金洞乡
小金洞乡，是中华人民共和国湖南省永州市祁阳市下辖的一个乡镇级行政单位。2015年，祁阳县调整乡镇区划。获得湖南省人民政府的批准后，11月24日，永州市人民政府下发永政函〔2015〕216号文件，将小金洞乡、万宝山乡并入金洞镇。

## 行政区划
小金洞乡下辖以下地区：
江口村、大同村、东安村、小金洞村、菜河村、白沙凼村、东江村、白沙源村、土坳村和大竹源村。